# Prymorske (Wassyliwka)
Prymorske (ukrainisch Приморське; russisch Приморское Primorskoje) ist ein Dorf in der ukrainischen Oblast Saporischschja mit etwa 1000 Einwohnern (2024).

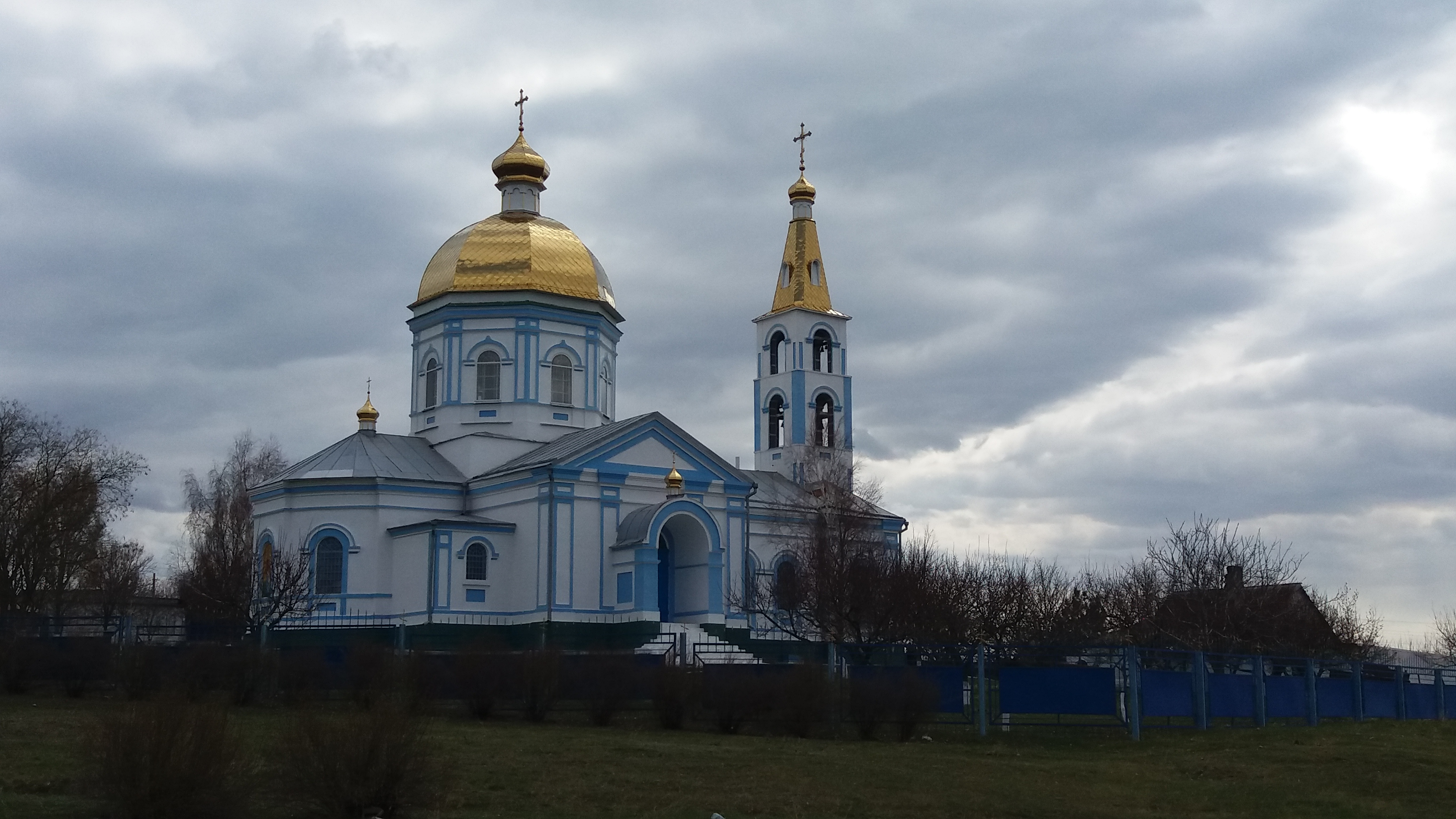
Kirche im Ort

Das 1750 als Zar-Kut (Цар-Кут) gegründete als Dorf erhielt 1964 seinen heutigen Namen.
Prymorske liegt an der Mündung der Kinska in den zum Kachowkaer Stausee angestauten Dnepr gegenüber der Siedlung städtischen Typs Malokateryniwka. Im Süden grenzt das Dorf an die  Siedlung städtischen Typs Stepnohirsk. Das Rajonzentrum Wassyliwka liegt 30 km südlich und das Oblastzentrum Saporischschja 30 km nördlich von Prymorske.
Am 12. Juni 2020 wurde das Dorf ein Teil der neugegründeten Siedlungsgemeinde Stepnohirsk, bis dahin bildete es die gleichnamige Landratsgemeinde Prymorske (Приморська сільська рада/Prymorska silska rada) im Nordosten des Rajons Wassyliwka.